# Charlotte E. Schedl
Charlotte Elisabeth Schedl (* 20. September 1923 in Schladnitz bei Leoben, Steiermark; † 15. September 2012 in Wien) war eine österreichische Zoologin und Holzschutzforscherin. Sie arbeitete von 1951 bis 1956 als Sekretärin unter der Leitung von Forstdirektor Elsässer in der Abteilung Forstschutz, Kammer für Land- und Forstwirtschaft in Graz. Von 1956 bis zu ihrer Pensionierung 1984 war sie als Mitarbeiterin in der Abteilung Holzschutz des Österreichischen Holzforschungsinstitutes in Wien (Arsenal) u. a. unter der Leitung von Professor Kurt Lowag tätig. Zudem war sie einige Semester als Lektorin für Holzschutzfragen mit Seminaren und Übungen an der Universität für Bodenkultur in Wien beschäftigt. In ihrer Pension war Schedl lange Zeit in einigen Gremien des Holzschutzes aktiv.

## Leben
Charlotte E. Schedl kam am 20. September 1923 als erste Tochter (und ältere Schwester von Wolfgang D. Schedl) von Karl E. Schedl und dessen Frau Herta, geborene Tretzmüller in Schladnitz zur Welt. Dort verbrachte sie auch ihre ersten Lebensjahre.
Von 1928 bis 1932 lebte die Familie in Kanada, wo der Vater als Entomologe beim Entomological Branch des Department of Agriculture arbeitete, zunächst im Parasiten-Laboratorium in Chatham, Ontario, Kanada und im Anschluss bei der ersten Flugzeugbekämpfung von Forstschädlingen. Dort besuchte Charlotte Schedl vier Jahre lang eine Volksschule. 1932 erfolgte die Rückübersiedlung nach Wien. Bereits 1934 zog die Familie
aufgrund einer Anstellung des Vaters Karl E. Schedl als Forstentomologe zuerst nach Westeregeln bei Magdeburg, dann nach München und schließlich nach Hannoversch-Münden, Deutschland. Ebenda absolvierte sie drei Jahre lang die Oberschule und legte 1942 ihr Abitur in Kassel an der Jacob-Grimm-Schule ab.
Im Sommersemester 1942 begann sie das Studium der Zoologie und Botanik an der Universität Göttingen mit den Schwerpunkten Zoologie, Entomologie, Systematik, Physiologie, Mikrobiologie und Mineralogie. Bereits im Winter 1942 setzte sie ihr Studium an der Universität Wien fort.
Im März 1944 erfolgte die Einberufung zum Arbeitsdienst und Kriegseinsatz in Niederösterreich. Nach der Entlassung Ende März 1945 kehrte Charlotte Schedl zu ihrer Familie zurück und verbrachte das Kriegsende bei ihren Großeltern in Lienz, Osttirol. Im Jahr 1948 setzte sie ihr Studium an der Universität in Graz am Zoologischen Institut bei Professor Karl von Frisch, Professor Umrath, Professor Reisinger, Systemische Botanik bei Professor Widder und bei Professor Weber in Pflanzenphysiologie fort. Charlotte Schedl wurde am 8. Mai 1951 promoviert.

## Leistungen
Schedl war von 1951 bis 1956 als Sekretärin unter der Leitung von Forstdirektor Elsässer in der Abteilung Forstschutz, Kammer für Land- und Forstwirtschaft in Graz tätig. Von 1956 bis zu ihrer Pensionierung 1984 arbeitete sie in der Abteilung Holzschutz des Österreichischen Holzforschungsinstitutes in Wien (Arsenal) u. a. unter der Leitung von Professor Kurt Lowag. Dort befasste sie sich mit biologischen Aufgaben wie z. B. Schädlingen an verbautem Holz, Prüfung von Käfer- und Schwammbefall in Wohnhäusern, Kellern und Dachböden, mit der Erprobung verschiedener Holzschutzmittel sowie Imprägnierversuchen im Labor und im Freiland. Einen weiteren Schwerpunkt bildeten die Imprägnierbarkeit von Holz, die Hemmwirkung von Span- und Holzfaserplatten gegen Pilzbefall, der wirksame Holzschutz im Holzbau, Schutzmittelarten und entsprechende Behandlungsmethoden. Es kam zu Untersuchungen von Hausbock- und Anobienschäden in verschiedenen Klimazonen Österreichs vom Neusiedlersee bis in die Hochtäler Tirols sowie vorbeugende Maßnahmen bei nachträglichen Dachausbauten.